# Liste des compagnies aériennes du Cap-Vert
 (novembre 2022).
Voici une liste des compagnies aériennes cap-verdiennes opérant actuellement :
| Compagnie aérienne  | IATA | OACI | Indicatif d'appel | Image |
| ------------------- | ---- | ---- | ----------------- | ----- |
| Cabo Verde Airlines | VR   | TCV  | Caboverde         |       |
| Cabo Verde Express  | -    | CVE  | Kabex             |       |

## Voir également
- Liste des compagnies aériennes
- Liste des aéroports du Cap-Vert